# Llista de topònims de la Selva de Mar
Llista de topònims (noms propis de lloc) del municipi de la Selva de Mar, a l'Alt Empordà
Informació actualitzada per un bot. Els canvis manuals es perdran quan s'actualitzi!

## barraca de vinya
| imatge | Nom                                | Ubicat a        | instància de     | Detalls                     | coordenades                                          | Protecció                                  | Commons (més fotos) | Dades a WD                    |
| ------ | ---------------------------------- | --------------- | ---------------- | --------------------------- | ---------------------------------------------------- | ------------------------------------------ | ------------------- | ----------------------------- |
|        | barraca d'en Puignau               | la Selva de Mar | barraca de vinya | Estil: arquitectura popular | 42° 19′ 36″ N, 3° 11′ 13″ E / 42.326676°N,3.186832°E | bé integrant del patrimoni cultural català |                     | Modifica les dades a Wikidata |
|        | barraca del Dijous                 | la Selva de Mar | barraca de vinya | Estil: arquitectura popular | 42° 19′ 39″ N, 3° 11′ 16″ E / 42.327564°N,3.187845°E | bé integrant del patrimoni cultural català |                     | Modifica les dades a Wikidata |
|        | barraca del planell dels Miralls   | la Selva de Mar | barraca de vinya | Estil: arquitectura popular | 42° 19′ 08″ N, 3° 11′ 47″ E / 42.318773°N,3.196441°E | bé integrant del patrimoni cultural català |                     | Modifica les dades a Wikidata |
|        | barraca del serrat de la Glòria    | la Selva de Mar | barraca de vinya | Estil: arquitectura popular | 42° 19′ 11″ N, 3° 11′ 49″ E / 42.31981°N,3.197029°E  | bé integrant del patrimoni cultural català |                     | Modifica les dades a Wikidata |
|        | barraca del serrat de la Glòria II | la Selva de Mar | barraca de vinya | Estil: arquitectura popular | 42° 19′ 15″ N, 3° 11′ 47″ E / 42.320924°N,3.196305°E | bé integrant del patrimoni cultural català |                     | Modifica les dades a Wikidata |

## casa
| imatge | Nom                                 | Ubicat a        | instància de | Detalls                      | coordenades                                          | Protecció                                  | Commons (més fotos)         | Dades a WD                    |
| ------ | ----------------------------------- | --------------- | ------------ | ---------------------------- | ---------------------------------------------------- | ------------------------------------------ | --------------------------- | ----------------------------- |
|        | Can Bosch                           | la Selva de Mar | casa         | Estil: arquitectura popular  | 42° 19′ 21″ N, 3° 11′ 10″ E / 42.322452°N,3.186021°E | bé integrant del patrimoni cultural català |                             | Modifica les dades a Wikidata |
|        | Can Fontclara                       | la Selva de Mar | casa         | Estil: arquitectura popular  | 42° 19′ 26″ N, 3° 11′ 12″ E / 42.323894°N,3.186599°E | bé integrant del patrimoni cultural català |                             | Modifica les dades a Wikidata |
|        | Can Maranges                        | la Selva de Mar | casa         |                              | 42° 19′ 26″ N, 3° 11′ 10″ E / 42.323854°N,3.186083°E | bé integrant del patrimoni cultural català |                             | Modifica les dades a Wikidata |
|        | Can Vives                           | la Selva de Mar | casa         | Estil: arquitectura romànica | 42° 19′ 28″ N, 3° 11′ 10″ E / 42.324417°N,3.186006°E | bé d'interès cultural                      | Can Vives (la Selva de Mar) | Modifica les dades a Wikidata |
|        | Porta de Ca l'Elvira                | la Selva de Mar | casa         | Estil: arquitectura romànica | 42° 19′ 27″ N, 3° 11′ 09″ E / 42.324161°N,3.185884°E | bé integrant del patrimoni cultural català |                             | Modifica les dades a Wikidata |
|        | casa del pastor del Mas de l'Estela | la Selva de Mar | casa         | Estil: arquitectura popular  | 42° 18′ 54″ N, 3° 11′ 21″ E / 42.315104°N,3.189145°E | bé integrant del patrimoni cultural català |                             | Modifica les dades a Wikidata |
|        | la Casa de les Lloses               | la Selva de Mar | casa         | Estil: arquitectura popular  | 42° 19′ 23″ N, 3° 11′ 12″ E / 42.323137°N,3.18653°E  | bé integrant del patrimoni cultural català |                             | Modifica les dades a Wikidata |

## església
| imatge | Nom                              | Ubicat a        | instància de | Detalls                                           | coordenades                                          | Protecció                                  | Commons (més fotos)              | Dades a WD                    |
| ------ | -------------------------------- | --------------- | ------------ | ------------------------------------------------- | ---------------------------------------------------- | ------------------------------------------ | -------------------------------- | ----------------------------- |
|        | Sant Esteve de la Selva de Mar   | la Selva de Mar | església     | Estil: gòtic tardà arquitectura popular           | 42° 19′ 28″ N, 3° 11′ 12″ E / 42.324574°N,3.186798°E | bé integrant del patrimoni cultural català | Sant Esteve de la Selva de Mar   | Modifica les dades a Wikidata |
|        | Sant Sebastià de la Selva de Mar | la Selva de Mar | església     | Estil: arquitectura romànica arquitectura popular | 42° 19′ 21″ N, 3° 11′ 05″ E / 42.322494°N,3.184626°E | bé integrant del patrimoni cultural català | Sant Sebastià de la Selva de Mar | Modifica les dades a Wikidata |

## font
| imatge | Nom                 | Ubicat a        | instància de | Detalls                                  | coordenades | Protecció                                  | Commons (més fotos) | Dades a WD                    |
| ------ | ------------------- | --------------- | ------------ | ---------------------------------------- | --- | ------------------------------------------ | ------------------- | ----------------------------- |
|        | font d'en Coromines | la Selva de Mar | font         | Estil: arquitectura popular              | 42° 18′ 16″ N, 3° 11′ 41″ E / 42.30435°N,3.194782°E                                                                                             | bé integrant del patrimoni cultural català |                     | Modifica les dades a Wikidata |
|        | font dels Lledoners | la Selva de Mar | font         | Estil: arquitectura popular 18th century | 42° 19′ 19″ N, 3° 11′ 08″ E / 42.321991°N,3.185562°E ca:C. de la Font, en la confluència del rec dels Furriols amb la riera de la Selva 60 msnm | bé integrant del patrimoni cultural català | Font dels Lledoners | Modifica les dades a Wikidata |
|        | la Font Mollor      | la Selva de Mar | font         | Estil: arquitectura popular              | 42° 19′ 24″ N, 3° 11′ 09″ E / 42.323242°N,3.185711°E                                                                                            | bé integrant del patrimoni cultural català |                     | Modifica les dades a Wikidata |

## masia
| imatge | Nom                         | Ubicat a        | instància de | Detalls                     | coordenades                                                         | Protecció                                  | Commons (més fotos) | Dades a WD                    |
| ------ | --------------------------- | --------------- | ------------ | --------------------------- | ------------------------------------------------------------------- | ------------------------------------------ | ------------------- | ----------------------------- |
|        | Mas Batlle                  | la Selva de Mar | masia        | Estil: arquitectura popular | 42° 19′ 05″ N, 3° 11′ 07″ E / 42.317921°N,3.185234°E                | bé integrant del patrimoni cultural català |                     | Modifica les dades a Wikidata |
|        | Mas d'en Felip              | la Selva de Mar | masia        |                             | 42° 19′ 25″ N, 3° 12′ 05″ E / 42.3237009027557°N,3.20129475552296°E |                                            |                     | Modifica les dades a Wikidata |
|        | Mas de l'Estela             | la Selva de Mar | masia        | Estil: arquitectura popular | 42° 18′ 54″ N, 3° 11′ 19″ E / 42.314993°N,3.188508°E                | bé integrant del patrimoni cultural català |                     | Modifica les dades a Wikidata |
|        | Mas de l'Horta d'en Cervera | la Selva de Mar | masia        | Estil: arquitectura popular | 42° 19′ 13″ N, 3° 10′ 51″ E / 42.320393°N,3.180827°E                | bé integrant del patrimoni cultural català |                     | Modifica les dades a Wikidata |

## molí d'aigua
| imatge | Nom                      | Ubicat a        | instància de | Detalls                     | coordenades                                                             | Protecció                                  | Commons (més fotos) | Dades a WD                    |
| ------ | ------------------------ | --------------- | ------------ | --------------------------- | ----------------------------------------------------------------------- | ------------------------------------------ | ------------------- | ----------------------------- |
|        | molí d'en Cervera        | la Selva de Mar | molí d'aigua | Estil: arquitectura popular | 42° 19′ 27″ N, 3° 11′ 08″ E / 42.324058°N,3.185647°E ca:Carrer del Pont | bé integrant del patrimoni cultural català |                     | Modifica les dades a Wikidata |
|        | molí del Salt de l'Aigua | la Selva de Mar | molí d'aigua | Estil: arquitectura popular | 42° 19′ 15″ N, 3° 11′ 12″ E / 42.320836°N,3.186687°E                    | bé integrant del patrimoni cultural català |                     | Modifica les dades a Wikidata |

## muntanya
| imatge | Nom                     | Ubicat a                        | instància de | Detalls | coordenades                                                            | Protecció | Commons (més fotos)     | Dades a WD                    |
| ------ | ----------------------- | ------------------------------- | ------------ | ------- | ---------------------------------------------------------------------- | --------- | ----------------------- | ----------------------------- |
|        | Puig Dijous             | la Selva de Mar                 | muntanya     |         | 42° 19′ 47″ N, 3° 11′ 01″ E / 42.3297°N,3.18365°E 300.1 msnm           |           |                         | Modifica les dades a Wikidata |
|        | Puig d'en Grau          | la Selva de Mar                 | muntanya     |         | 42° 18′ 31″ N, 3° 11′ 50″ E / 42.3086°N,3.19732°E 296.4 msnm           |           |                         | Modifica les dades a Wikidata |
|        | Puig de Queralbs        | la Selva de Mar                 | muntanya     |         | 42° 18′ 26″ N, 3° 10′ 28″ E / 42.3073°N,3.17442°E 617.9 msnm           |           |                         | Modifica les dades a Wikidata |
|        | Puig de la Glòria       | la Selva de Mar                 | muntanya     |         | 42° 19′ 08″ N, 3° 11′ 35″ E / 42.31895417°N,3.19307222°E 266.1 msnm    |           |                         | Modifica les dades a Wikidata |
|        | Sant Salvador Saverdera | Palau-saverdera la Selva de Mar | muntanya     |         | 42° 19′ 12″ N, 3° 10′ 04″ E / 42.3199721871°N,3.16782473062°E 682 msnm |           | Sant Salvador Saverdera | Modifica les dades a Wikidata |

## pont
| imatge | Nom              | Ubicat a        | instància de | Detalls                                  | coordenades | Protecció                                  | Commons (més fotos) | Dades a WD                    |
| ------ | ---------------- | --------------- | ------------ | ---------------------------------------- | --- | ------------------------------------------ | ------------------- | ----------------------------- |
|        | El Pont del Molí | la Selva de Mar | pont         | Estil: arquitectura popular              | 42° 19′ 27″ N, 3° 11′ 09″ E / 42.324148°N,3.185708°E                                                                     | bé integrant del patrimoni cultural català |                     | Modifica les dades a Wikidata |
|        | Pont del Corder  | la Selva de Mar | pont         | Estil: arquitectura popular 17th century | 42° 19′ 25″ N, 3° 11′ 09″ E / 42.323638°N,3.185846°E ca:C. de la Font i c. de la Font de Mollor, veïnat de Sant Sebastià | bé integrant del patrimoni cultural català | Pont del Corder     | Modifica les dades a Wikidata |

## safareig
| imatge | Nom                              | Ubicat a        | instància de | Detalls                     | coordenades                                          | Protecció                                  | Commons (més fotos) | Dades a WD                    |
| ------ | -------------------------------- | --------------- | ------------ | --------------------------- | ---------------------------------------------------- | ------------------------------------------ | ------------------- | ----------------------------- |
|        | Safareig de la vinya de l'Almeda | la Selva de Mar | safareig     | Estil: arquitectura popular | 42° 19′ 14″ N, 3° 11′ 09″ E / 42.320477°N,3.185769°E | bé integrant del patrimoni cultural català |                     | Modifica les dades a Wikidata |
|        | Safareig públic                  | la Selva de Mar | safareig     | Estil: arquitectura popular | 42° 19′ 22″ N, 3° 11′ 09″ E / 42.322661°N,3.185885°E | bé integrant del patrimoni cultural català |                     | Modifica les dades a Wikidata |

## serra
| imatge | Nom                 | Ubicat a                              | instància de                                            | Detalls                       | coordenades                                                  | Protecció | Commons (més fotos) | Dades a WD                    |
| ------ | ------------------- | ------------------------------------- | ------------------------------------------------------- | ----------------------------- | ------------------------------------------------------------ | --------- | ------------------- | ----------------------------- |
|        | Serra de Rodes      | la Selva de Mar Palau-saverdera Roses | serra àrea protegida paratge natural d'interès nacional | 1998 Superfície: 1145.78562ha | 42° 18′ 15″ N, 3° 10′ 41″ E / 42.3043°N,3.17801°E 617.9 msnm |           | Serra de Rodes      | Modifica les dades a Wikidata |
|        | serrat de la Guerra | el Port de la Selva la Selva de Mar   | serra                                                   |                               | 42° 19′ 34″ N, 3° 10′ 28″ E / 42.326158°N,3.174405°E         |           |                     | Modifica les dades a Wikidata |

## Misc
| imatge | Nom                                  | Ubicat a                                                                       | instància de                                                                   | Detalls                                   | coordenades | Protecció                                            | Commons (més fotos)             | Dades a WD                    |
| ------ | ------------------------------------ | ------------------------------------------------------------------------------ | ------------------------------------------------------------------------------ | ----------------------------------------- | --- | ---------------------------------------------------- | ------------------------------- | ----------------------------- |
|        | Camp de l'Obra                       | la Selva de Mar                                                                | torre de defensa                                                               |                                           | 42° 19′ 26″ N, 3° 11′ 11″ E / 42.3237622388458°N,3.18631859250353°E                                                      |                                                      |                                 | Modifica les dades a Wikidata |
|        | Muralles de la Selva de Mar          | la Selva de Mar                                                                | muralla urbana                                                                 | Estil: gòtic tardà 16th century           | 42° 19′ 26″ N, 3° 11′ 11″ E / 42.3238°N,3.18637°E ca:Pl. de la Constitució, pl. del Camp de l'Obra, pujada del Camí Vell | bé d'interès cultural bé cultural d'interès nacional | Muralles de la Selva de Mar     | Modifica les dades a Wikidata |
|        | Oratori de Can Palau                 | la Selva de Mar                                                                | oratori                                                                        | Estil: arquitectura popular               | 42° 19′ 23″ N, 3° 11′ 07″ E / 42.323171°N,3.185268°E                                                                     | bé integrant del patrimoni cultural català           |                                 | Modifica les dades a Wikidata |
|        | Parc Natural del Cap de Creus        | el Port de la Selva Llançà Palau-saverdera Pau Roses la Selva de Mar Vilajuïga | àrea protegida àrea protegida Natura 2000                                      | 1998-03-12 1998 Superfície: 13924.13221ha | 42° 18′ N, 3° 13′ E / 42.3°N,3.22°E                                                                                      |                                                      | Cap de Creus Natural Park       | Modifica les dades a Wikidata |
|        | Refugi de Mont-roses                 | la Selva de Mar                                                                | fortificació                                                                   | Estil: arquitectura popular               | 42° 19′ 36″ N, 3° 11′ 59″ E / 42.326783°N,3.199834°E                                                                     | bé integrant del patrimoni cultural català           |                                 | Modifica les dades a Wikidata |
|        | Ruïnes de la Ferreria                | la Selva de Mar                                                                | farga                                                                          | Estil: arquitectura popular               | 42° 19′ 08″ N, 3° 10′ 38″ E / 42.318955°N,3.177307°E                                                                     | bé integrant del patrimoni cultural català           |                                 | Modifica les dades a Wikidata |
|        | Trull de Can Rubiés                  | la Selva de Mar                                                                | molí Ús: trull                                                                 | Estil: arquitectura popular               | 42° 19′ 28″ N, 3° 11′ 12″ E / 42.324545°N,3.186586°E                                                                     | bé integrant del patrimoni cultural català           |                                 | Modifica les dades a Wikidata |
|        | casa consistorial de la Selva de Mar | la Selva de Mar                                                                | casa consistorial                                                              |                                           | 42° 19′ 28″ N, 3° 11′ 14″ E / 42.3244546°N,3.1871045°E                                                                   |                                                      |                                 | Modifica les dades a Wikidata |
|        | cova del Rellotger                   | la Selva de Mar                                                                | cova                                                                           |                                           | 42° 18′ 10″ N, 3° 10′ 50″ E / 42.3027508488784°N,3.18068785931141°E                                                      |                                                      |                                 | Modifica les dades a Wikidata |
|        | dolmen de la Taula dels Lladres      | la Selva de Mar                                                                | dolmen                                                                         |                                           | 42° 19′ 50″ N, 3° 11′ 22″ E / 42.330619638571°N,3.1895431958408°E 136 msnm                                               | bé integrant del patrimoni cultural català           | Dolmen de la Taula dels Lladres | Modifica les dades a Wikidata |
|        | la Selva de Mar                      | la Selva de Mar                                                                | entitat singular de població ens local històric de Catalunya capital municipal | 220 hab                                   | 42° 19′ 28″ N, 3° 11′ 12″ E / 42.324527°N,3.186803°E 48 msnm                                                             |                                                      |                                 | Modifica les dades a Wikidata |
|        | les Escoles                          | la Selva de Mar                                                                | edifici                                                                        | Estil: arquitectura popular               | 42° 19′ 30″ N, 3° 11′ 19″ E / 42.325037°N,3.18865°E                                                                      | bé integrant del patrimoni cultural català           |                                 | Modifica les dades a Wikidata |